# Cecilia Villarreal
Cecilia Villarreal (Bucaramanga, 26 de septiembre de 1945) es una actriz nacida en Colombia que ha desarrollado su carrera artística en España y Venezuela.

## Biografía
Cecilia Villarreal nació en Bucaramanga, la capital de Santander, el 26 de septiembre de 1945 y es la quinta de siete hermanos. Tras la muerte de su madre, cuando tenía 9 años de edad, Villarreal se trasladó con su familia a Bogotá hasta que, a los 13 años, debuta en teatro al protagonizar El diario de Ana Frank y su participación es tan aplaudida que le ofrecen una beca para estudiar actuación en Madrid, la cual la joven actriz acepta, a pesar de la férrea oposición de su padre quien no veía con buenos ojos el ambiente artístico y nunca apoyó la carrera de su hija hasta varias décadas después.
Ya instalada en la capital española Villarreal estudia en el Instituto de Investigaciones y Experiencias Cinematográficas (actualmente Escuela Oficial de Cine), a la vez que culmina sus estudios de secundaria, e interviene en varias películas así como también en diversos programas de Televisión Española y obras de teatro -entre ellas la comedia Una chica en mi sopa, junto a Concha Velasco- y, en aquella casa de estudios, conoce a quien sería su futuro esposo, el cineasta vasco Santiago San Miguel, con quien se casaría en 1968 (aunque la pareja, quien no logró tener descendencia, se divorciaría a comienzos de 1986).
La pareja, ya recién casada, emigra a Caracas en búsqueda de mejores oportunidades laborales y Villarreal debuta en la televisión venezolana en (la entonces privada) Cadena Venezolana de Televisión, pero no será sino en 1973 cuando firma un contrato para trabajar en RCTV y, finalmente, despunta su carrera al interpretar un doble papel en la telenovela Raquel y, así, Villarreal trabajaría en la llamada televisora de Bárcenas durante los siguientes 23 años en donde, casi siempre, haría papeles de mala o antagonista en diversas telenovelas y series de ese canal.
En 1997, luego de participar en la muy exitosa telenovela venezolana A todo corazón, Villarreal volvería a España para intervenir en la serie Al salir de clase de la cadena Telecinco y luego en la telenovela de TVE Calle nueva.
Actualmente Cecilia Villarreal está retirada de la actuación y vive en Madrid.

## Filmografía

### Cine

#### Cortometrajes
- El retrato (1961)
- Sin amanecer (1962)
- Un día más (1963)
- El parque de juegos (1963)
- El aire de la tarde (1963)

#### Largometrajes
- Las hijas de Helena (1963)
- La chica del trébol (1964)
- El juego de la oca (1965) ... Turista en el bar
- Zampo y yo (1965) ... Casilda
- Nueve cartas a Berta (1966) ... Naty, la azafata
- Hoy como ayer (1966)
- Adiós, Alicia (1977) ... Raquel, la madre de Alicia / Madre Caridad
- Las palabras de Max (1978)

### Televisión

#### Telenovelas
- Simplemente María (1970-1971) ... Angélica
- El Amo (1971)
- La inolvidable (1971)
- El secreto (1972) ... Elisa
- Alma Rosa (1972)
- Mily (1973) ... Ana Clara
- Raquel (1973-1975) ... Laura Saldívar / Lina Saldívar
- Valentina (1975-1976) ... Magaly Zambrano
- Angélica (1976) ... Gloria
- La señora de Cárdenas (1977) ... Iliana
- TV Confidencial (1977)
- Mariela, Mariela (1978)
- La fiera (1978) ... Elena Fajardo
- Mabel Valdez, periodista (1979) ... Eunice
- Estefanía (1979)
- Natalia de 8 a 9 (1980)
- Cándida (1981)
- Luisana mía (1981) ... Cecilia
- Leonela (1984) ... Selenia
- Topacio (1985) ... Blanca Sandoval
- Cristal (1985-1986) ... Vivian Marshall
- Roberta (1987) ... Morella Antúnez
- Alma mía (1988-1989) ... Carmela Monasterios
- El engaño (1989) ... Ivana Urbaneja
- Gardenia (1990) ... Fernanda Galdós
- El desprecio (1991-1992) ... Melina De Lima
- Kassandra (1992) ... Gema Salazar
- Por estas calles (1992-1994) ... Dra. Victoria Manzanares
- Alejandra (1994) ... Morella Antúnez
- A todo corazón (1997) ... María Cristina de Aristiguieta
- Al salir de clase (1997) ... Charo Díaz de la Vega
- Calle nueva (1997-2000)

#### Series y miniseries
- Primera fila (1962-1965)
  - La vida en un bloc (17 de marzo de 1965)
- Campeones (1976) ... Carmelina
- La Comadre (1979) ... Magdalena
- El asesinato de Delgado Chalbaud (1980) ... Lucía de Delgado Chalbaud
- Gómez II (1981) ... Ismenia de Villalba
- Juanito y él (1982)

#### Otros programas
- Escala en Hi-Fi (1961-1967) ... Diversos personajes
- El muerto cobra la deuda (1978)
- El jeque sin fondo (1982)
- El fantasma de la otra (1982)
- La noche de los tres disparos (1982)
- Residencias 33 (1986)

## Teatro
- El diario de Ana Frank
- Una chica en mi sopa
- Falta de pruebas
- La pequeña comedia